# Gotthard Wilhelm von Budberg-Bönninghausen (Gouverneur)
Gotthard Wilhelm Freiherr von Budberg genannt Bönninghausen (russisch Богдан Васильевич Будберг; * 17. Junijul. / 28. Juni 1766greg. in Riga; †  17. Julijul. / 29. Juli 1832greg. in Budbergshof bei Riga) war ein russischer Diplomat und Zivilgouverneur von Estland.

## Leben

### Herkunft und Familie
Gotthard Wilhelm war Angehöriger der deutsch-baltischen Freiherrn von Budberg. Seine Eltern waren der russische Brigadier und Erbherr auf den livländischen Gütern Inzeem und Widdrisch Ludwig Otto Freiherr von Budberg (1729–1797) und Elisabeth Sophia, geborene von Löwenstern (1748–1811), der Zwillingsschwester des Adelsmarschalls Hermann Ludwig von Löwenstern (1748–1815).
Er vermählte sich 1801 mit Charlotte Freiin von Campenhausen (1778–1831), einer Tochter des russischen Staatsmannes Balthasar Freiherr von Campenhausen (1745–1800).
Aus der Ehe sind zwei Töchter und ein Sohn hervorgegangen:
- Elisabeth  (* 1802), ⚭ 1823 Nikolai Okunew (1788–1850), russischer Generalleutnant
- Alexander (1804–1879), russischer Generalleutnant
- Praskowia (1812–1839), ⚭ Alexei Rokassowski (1798–1850), russischer Generalleutnant, Bruder des Generalgouverneurs von Finnland Platon Rokassowski (1800–1869)

### Werdegang
Budberg studierte in Straßburg, bevor er in der Kaiserlich Russischen Armee eine Offizierslaufbahn begann. Er wechselte dann aber in den diplomatischen Dienst und war seit 1790 im Kollegium der Auswärtigen Angelegenheiten angestellt. Seit 1792 Legationssekretär in Stockholm und von 1795 bis 1796 Vertreter des Botschafters ebd. Er war 1796 Kammerjunker und 1801 Kammerherr. Im Januar des Jahres 1800 hat er seinen Abschied erhalten, war aber 1812 russischer Geschäftsträger beim König von Neapel. Seit 1818 war er Zivilgouverneur von Estland und wurde 1826 Geheimrat. Im Jahr 1828 wurde er mit dem St. Wladimir-Orden II. Klasse geehrt. Er war von 1813 bis 1818 Pfandbesitzer des Schlosses Treyden sowie aus väterlichem Erbe Besitzer von Widdrisch.
Budberg hinterließ sieben Bände Reisetagebücher als Manuskript.